# The Cold
The Cold è il decimo album in studio del gruppo musicale statunitense Flotsam and Jetsam, pubblicato nel 2010 dalla Driven Music Group.

## Tracce
1. Hypocrite - 4:06
2. Take - 4:19
3. The Cold - 7:19
4. Black Cloud - 4:41
5. Blackened Eyes Staring - 4:38
6. Better Off Dead - 5:43
7. Falling Short - 5:13
8. Always - 3:39
9. K.Y.A. - 5:26
10. Secret Life - 7:03